# Мхаггьяна
◌݈ (ܡܗܲܓ݁ܝܵܢܵܐ, мхаггьяна, написание, также половинная злама) — диакритический знак в сирийском письме.

## Использование
Обозначает вторичный краткий гласный i, а также гласный u. В рукописях может писаться после буквы, но в печатных изданиях, как правило, пишется под ней. Обычно используется для избежания стечения согласных.

## Кодировка
Мхаггьяна была добавлена в стандарт Юникод в версии 3.0 в блок «Сирийское письмо» (англ. Syriac) под шестнадцатеричным кодом U+0748.